# 25-й механізований корпус (СРСР)
25-й механізований корпус (рос. 25-й механизированный корпус, 25-й мк) — оперативно-тактичне військове об'єднання, механізований корпус Червоної армії, який існував нетривалий період у 1941 році.
У діючій армії з 2 липня до 17 серпня 1941 року, після чого управління було розформовано й стало разом з управлінням 20-го стрілецького корпусу основою формування Брянського фронту 1-го формування.

## Історія з'єднання
На 17 липня 1941 року в складі 25-го мехкорпусу було 64 середні танки Т-34, 9 легких БТ, 87 Т-26 і 2 Т-37 або всього 162 танки (за штатом передбачалося мати в корпусі 162 важких танки КВ-1, 420 середніх танків Т-34, 308 легких танків БТ, 108 вогнеметних танків Т-26, 17 розвідувальних танків Т-37; 38 або всього — 1015 танків).